# Vòng loại Cúp bóng đá nữ châu Á 2018
Vòng loại Cúp bóng đá nữ châu Á 2018 là giải đấu nhằm tìm ra các đội tuyển tham dự Cúp bóng đá nữ châu Á 2018 ở Jordan. Có tổng cộng 21 đội tham dự vòng loại. Vòng loại này cũng đóng vai trò là vòng một của vòng loại Giải vô địch bóng đá nữ thế giới 2019.

## Bốc thăm
Có tất cả 24 đội tuyển thành viên của AFC tham dự vòng loại năm 2018, trong đó Nhật Bản, Úc và Trung Quốc được phép vào thẳng vòng chung kết vì là ba đội tuyển đứng đầu Cúp bóng đá nữ châu Á 2014 và không phải đá vòng loại. Jordan cũng vào thẳng vòng chung kết nhưng vẫn tham dự vòng loại.
Lễ bốc thăm được tổ chức ngày 21 tháng 1 năm 2017, tại Grand Hyatt, Amman, Jordan. 21 đội được chia thành một bảng sáu đội và ba bảng năm đội.
Các đội được phân hạt giống dựa trên thành tích tại vòng chung kết và vòng loại Cúp bóng đá nữ châu Á 2014.
| Vào thẳng vòng chung kết và không đá vòng loại |
| ---------------------------------------------- |
| 1. Nhật Bản 2. Úc 3. Trung Quốc                |

| Tham gia vòng loại                                    | Tham gia vòng loại                                           | Tham gia vòng loại                           | Tham gia vòng loại        | Tham gia vòng loại                                                                   |
| Nhóm 1                                                | Nhóm 2                                                       | Nhóm 3                                       | Nhóm 4                    | Nhóm 5 (không phân hạng)                                                             |
| ----------------------------------------------------- | ------------------------------------------------------------ | -------------------------------------------- | ------------------------- | ------------------------------------------------------------------------------------ |
| 1. Hàn Quốc 2. Thái Lan 3. Việt Nam (C) 4. Jordan (Q) | 1. Myanmar 2. Đài Bắc Trung Hoa 3. Uzbekistan 4. Philippines | 1. Hồng Kông 2. Bahrain 3. Liban (B) 4. Iran | 1. Ấn Độ 2. Palestine (B) | - Guam (B) - Iraq - CHDCND Triều Tiên (C) - Singapore - Syria - Tajikistan (B) - UAE |

| Không tham dự |
| --- |
| - Afghanistan - Bangladesh - Bhutan - Brunei - Campuchia - Indonesia - Kuwait (bị cấm) - Kyrgyzstan - Lào - Ma Cao - Malaysia - Maldives - Mông Cổ - Nepal - Oman - Pakistan - Qatar - Ả Rập Xê Út - Sri Lanka - Đông Timor - Turkmenistan - Yemen |

Ghi chú
- (C): Chủ nhà của các bảng
- (Q): Chủ nhà vòng chung kết
- (B): Bỏ cuộc sau khi bốc thăm

## Thể thức
Các bảng đấu được tổ chức tại một nước chủ nhà. Bốn đội đầu bảng lọt vào vòng chung kết. Trong trường hợp Jordan đứng đầu bảng của họ thì đội nhì bảng đó lọt vào vòng chung kết.

## Kết quả

### Bảng A
- Các trận đấu diễn ra tại Tajikistan.[9]
- Giờ địa phương là UTC+5.

| VT | Đội            | ST | T | H | B | BT | BB | HS  | Đ  | Giành quyền tham dự |
| -- | -------------- | -- | - | - | - | -- | -- | --- | -- | ------------------- |
| 1  | Jordan         | 5  | 5 | 0 | 0 | 37 | 3  | +34 | 15 | Vòng chung kết      |
| 2  | Philippines    | 5  | 3 | 1 | 1 | 18 | 6  | +12 | 10 | Vòng chung kết      |
| 3  | Bahrain        | 5  | 2 | 2 | 1 | 10 | 8  | +2  | 8  |                     |
| 4  | UAE            | 5  | 2 | 1 | 2 | 5  | 11 | −6  | 7  |                     |
| 5  | Tajikistan (H) | 5  | 1 | 0 | 4 | 3  | 23 | −20 | 3  |                     |
| 6  | Iraq           | 5  | 0 | 0 | 5 | 0  | 22 | −22 | 0  |                     |

1. ↑  Chủ nhà vòng chung kết, Jordan, là đội đi tiếp bất chấp kết quả vòng loại.

| Bahrain | 0–6      | Jordan                                                            |
| ------- | -------- | ----------------------------------------------------------------- |
|         | Chi tiết | - Jebreen 9' - Jbarah 22', 30', 43' - Al-Naber 86' - Al-Masri 90' |

| Iraq | 0–1      | Tajikistan     |
| ---- | -------- | -------------- |
|      | Chi tiết | - Halimova 87' |

| Philippines                                           | 4–0      | UAE |
| ----------------------------------------------------- | -------- | --- |
| - Madarang 14', 45+1' - Navaja 49' - S. Castañeda 54' | Chi tiết |     |

| Philippines                                                   | 4–0      | Iraq |
| ------------------------------------------------------------- | -------- | ---- |
| - Madarang 21' - Long 44' - S. Castañeda 45+1' - Dolino 45+3' | Chi tiết |      |

| Bahrain                                    | 4–0      | Tajikistan |
| ------------------------------------------ | -------- | ---------- |
| - Al-Hashmi 17', 20', 78' - Al-Dossary 46' | Chi tiết |            |

| Jordan                                         | 6–0      | UAE |
| ---------------------------------------------- | -------- | --- |
| - Jbarah 3', 40', 77', 81' - Al-Naber 44', 80' | Chi tiết |     |

| UAE          | 1–1      | Bahrain           |
| ------------ | -------- | ----------------- |
| - Jaseem 50' | Chi tiết | - Abdulrahman 84' |

| Tajikistan | 0–8      | Philippines                                                                                |
| ---------- | -------- | ------------------------------------------------------------------------------------------ |
|            | Chi tiết | - Madarang 17' - A. Castañeda 34', 85' - Long 38', 59', 84' - S. Castañeda 48' - Duran 90' |

| Jordan | 10–0     | Iraq |
| --- | -------- | ---- |
| - Jebreen 1' - Al-Masri 20' - Al-Naber 27' (ph.đ.), 61' (ph.đ.), 81' - Jbarah 45+5', 65', 79', 84' - Breesam 77' (l.n.) | Chi tiết |      |

| Iraq | 0–3      | UAE                                   |
| ---- | -------- | ------------------------------------- |
|      | Chi tiết | - Taheri 17' - Faleh 78' - Rashid 87' |

| Tajikistan                      | 2–10     | Jordan |
| ------------------------------- | -------- | --- |
| - Iskandari 21' - Sotnikova 76' | Chi tiết | - Al-Naber 4' (ph.đ.), 63' - Jebreen 8', 15', 23', 45+3' - Sweilem 34', 45+2' - Al-Kousheh 69' - Al-Nahar 81' |

| Philippines        | 1–1      | Bahrain          |
| ------------------ | -------- | ---------------- |
| - S. Castañeda 82' | Chi tiết | - Al-Dossary 55' |

| Jordan                                               | 5–1      | Philippines       |
| ---------------------------------------------------- | -------- | ----------------- |
| - Al-Masri 15', 48' - Jbarah 29', 37' - Al-Naber 67' | Chi tiết | - Del Campo 90+1' |

| UAE            | 1–0      | Tajikistan |
| -------------- | -------- | ---------- |
| - Rashid 90+3' | Chi tiết |            |

| Bahrain                                                       | 4–0      | Iraq |
| ------------------------------------------------------------- | -------- | ---- |
| - Al-Hashmi 31' - Abdulrahman 41', 71' - Tobellah 80' (ph.đ.) | Chi tiết |      |

### Bảng B
- Các trận đấu diễn ra tại Cộng hòa Dân chủ Nhân dân Triều Tiên.[10]
- Giờ địa phương là UTC+8:30.

| VT | Đội                   | ST | T | H | B | BT | BB | HS  | Đ  | Giành quyền tham dự |
| -- | --------------------- | -- | - | - | - | -- | -- | --- | -- | ------------------- |
| 1  | Hàn Quốc              | 4  | 3 | 1 | 0 | 21 | 1  | +20 | 10 | Vòng chung kết      |
| 2  | CHDCND Triều Tiên (H) | 4  | 3 | 1 | 0 | 18 | 1  | +17 | 10 |                     |
| 3  | Uzbekistan            | 4  | 2 | 0 | 2 | 9  | 10 | −1  | 6  |                     |
| 4  | Ấn Độ                 | 4  | 1 | 0 | 3 | 3  | 25 | −22 | 3  |                     |
| 5  | Hồng Kông             | 4  | 0 | 0 | 4 | 1  | 15 | −14 | 0  |                     |

| CHDCND Triều Tiên | 8–0      | Ấn Độ |
| --- | -------- | ----- |
| - Ri Un-yong 7' - Ri Kyong-hyang 13' - Ri Hyang-sim 21' - Kim Phyong-hwa 45+1', 78' - Wi Jong-sim 48', 64' (ph.đ.) - Sung Hyang-sim 80' | Chi tiết |       |

| Hồng Kông           | 1–2      | Uzbekistan                      |
| ------------------- | -------- | ------------------------------- |
| - Cheung Wai Ki 80' | Chi tiết | - Karachik 16' - Nozimova 90+4' |

| CHDCND Triều Tiên                                                                  | 5–0      | Hồng Kông |
| ---------------------------------------------------------------------------------- | -------- | --------- |
| - Ri Un-yong 12' - Kim Yun-mi 28', 39' - Ho Wan Tung 45+1' (l.n.) - Choe Un-ju 77' | Chi tiết |           |

| Ấn Độ | 0–10     | Hàn Quốc |
| ----- | -------- | --- |
|       | Chi tiết | - Kang Yu-mi 12' - Lee Min-a 19' - Lee Geum-min 29', 36', 67' - Lee Eun-mi 45+1' - Yoo Young-a 65' - Ji So-yun 68', 90+1' - Lee So-dam 69' |

| Hàn Quốc          | 1–1      | CHDCND Triều Tiên      |
| ----------------- | -------- | ---------------------- |
| - Jang Sel-gi 76' | Chi tiết | - Sung Hyang-sim 45+3' |

| Uzbekistan                                                                                     | 7–1      | Ấn Độ           |
| ---------------------------------------------------------------------------------------------- | -------- | --------------- |
| - Karachik 3', 6' - Sarikova 11', 44' - Zoirova 19' - Narbekova 63' - Turdiboeva 90+2' (ph.đ.) | Chi tiết | - Bala Devi 22' |

| Uzbekistan | 0–4      | CHDCND Triều Tiên                                 |
| ---------- | -------- | ------------------------------------------------- |
|            | Chi tiết | - Kim Yun-mi 28', 90+2' - Sung Hyang-sim 54', 65' |

| Hồng Kông | 0–6      | Hàn Quốc |
| --------- | -------- | --- |
|           | Chi tiết | - Cho So-hyun 44' (ph.đ.), 71' (ph.đ.) - Yoo Young-a 63' - Kwon Eun-som 74' - Lee Geum-min 83' - Jang Sel-gi 88' |

| Ấn Độ                                    | 2–0      | Hồng Kông |
| ---------------------------------------- | -------- | --------- |
| - Malik 68' (ph.đ.) - Ratanbala Devi 70' | Chi tiết |           |

| Hàn Quốc                                                 | 4–0      | Uzbekistan |
| -------------------------------------------------------- | -------- | ---------- |
| - Yoo Young-a 21' - Ji So-yun 23', 53' - Cho So-hyun 42' | Chi tiết |            |

### Bảng C
- Các trận đấu diễn ra tại Palestine.
- Giờ địa phương là UTC+3.

| VT | Đội               | ST | T | H | B | BT | BB | HS  | Đ | Giành quyền tham dự |
| -- | ----------------- | -- | - | - | - | -- | -- | --- | - | ------------------- |
| 1  | Thái Lan          | 2  | 2 | 0 | 0 | 7  | 0  | +7  | 6 | Vòng chung kết      |
| 2  | Đài Bắc Trung Hoa | 2  | 1 | 0 | 1 | 5  | 1  | +4  | 3 |                     |
| 3  | Palestine (H)     | 2  | 0 | 0 | 2 | 0  | 11 | −11 | 0 |                     |
| 4  | Liban             | 0  | 0 | 0 | 0 | 0  | 0  | 0   | 0 | Bỏ cuộc             |
| 5  | Guam              | 0  | 0 | 0 | 0 | 0  | 0  | 0   | 0 | Bỏ cuộc             |

| Palestine | 0–6      | Thái Lan                                                                                          |
| --------- | -------- | ------------------------------------------------------------------------------------------------- |
|           | Chi tiết | - Kanjana 7' - Al-Sarras 19' (l.n.) - Taneekarn 26' - Suchawadee 64' - Orathai 73' - Rattikan 76' |

| Đài Bắc Trung Hoa                               | 5–0      | Palestine |
| ----------------------------------------------- | -------- | --------- |
| - Pao 2', 15' - Dư Tú Tinh 6', 66', 70' (ph.đ.) | Chi tiết |           |

| Thái Lan        | 1–0      | Đài Bắc Trung Hoa |
| --------------- | -------- | ----------------- |
| - Suchawadee 3' | Chi tiết |                   |

### Bảng D
- Các trận đấu diễn ra tại Việt Nam.[11]
- Giờ địa phương là UTC+7.

| VT | Đội          | ST | T | H | B | BT | BB | HS  | Đ  | Giành quyền tham dự |
| -- | ------------ | -- | - | - | - | -- | -- | --- | -- | ------------------- |
| 1  | Việt Nam (H) | 4  | 4 | 0 | 0 | 27 | 1  | +26 | 12 | Vòng chung kết      |
| 2  | Myanmar      | 4  | 3 | 0 | 1 | 22 | 2  | +20 | 9  |                     |
| 3  | Iran         | 4  | 2 | 0 | 2 | 19 | 8  | +11 | 6  |                     |
| 4  | Singapore    | 4  | 1 | 0 | 3 | 1  | 20 | −19 | 3  |                     |
| 5  | Syria        | 4  | 0 | 0 | 4 | 0  | 38 | −38 | 0  |                     |

| Iran | 0–2      | Myanmar                                |
| ---- | -------- | -------------------------------------- |
|      | Chi tiết | - July Kyaw 4' - Win Theingi Tun 45+3' |

| Singapore | 1–0      | Syria |
| --------- | -------- | ----- |
| - Lim 81' | Chi tiết |       |

| Singapore | 0–6      | Iran                                                           |
| --------- | -------- | -------------------------------------------------------------- |
|           | Chi tiết | - Ghanbari 14' - Ghomi 15', 52' - Ghasemi 84' - Mouri 87', 90' |

| Syria | 0–11     | Việt Nam |
| ----- | -------- | --- |
|       | Chi tiết | - Nguyễn Thị Liễu 1', 45+1' - Phạm Hải Yến 6', 24' - Nguyễn Thị Tuyết Dung 13' (ph.đ.), 38' - Nguyễn Thị Nguyệt 17' - Nguyễn Thị Hòa 20', 90' - Nguyễn Thị Muôn 71' - Nguyễn Thị Thúy Hằng 76' |

| Myanmar | 14–0     | Syria |
| --- | -------- | ----- |
| - Naw Ar Lo Wer Phaw 7', 41', 90+6' - Yee Yee Oo 19', 45+2', 76', 82' - Win Theingi Tun 25' (ph.đ.), 38', 39', 53', 60' - Wai Wai Aung 67' - Phu Pwint Khaing 87' | Chi tiết |       |

| Việt Nam | 8–0      | Singapore |
| --- | -------- | --------- |
| - Pang 8' (l.n.) - Huỳnh Như 21' (ph.đ.), 52', 63' - Vũ Nhung 36' - Trang 45+1' - Thùy 67' (ph.đ.) - Nguyễn Thị Nguyệt 81' | Chi tiết |           |

| Myanmar                                                                               | 6–0      | Singapore |
| ------------------------------------------------------------------------------------- | -------- | --------- |
| - Hla Yin Win 22' - Wai Wai Aung 41', 76' - Win Theingi Tun 56', 85' - Yee Yee Oo 72' | Chi tiết |           |

| Iran          | 1–6      | Việt Nam                                                            |
| ------------- | -------- | ------------------------------------------------------------------- |
| - Ghanbari 8' | Chi tiết | - Dung 15' - Yến 25', 79' - Huỳnh Như 61', 82' - Nguyễn Thị Hòa 74' |

| Syria | 0–12     | Iran |
| ----- | -------- | --- |
|       | Chi tiết | - Ghanbari 4', 35', 66', 88' - Zohrabinia 13', 27', 45+1', 54', 87' - Rouzbahan 16' - Ghasemi 63' - Ghomi 90+2' |

| Việt Nam                                    | 2–0      | Myanmar |
| ------------------------------------------- | -------- | ------- |
| - Nguyễn Thị Tuyết Dung 55' - Huỳnh Như 82' | Chi tiết |         |

## Cầu thủ ghi bàn
13 bàn
- Maysa Jbarah

9 bàn
- Stephanie Al-Naber

8 bàn
- Win Theingi Tun

6 bàn
- Zahra Ghanbari
- Shahnaz Jebreen
- Huỳnh Như

5 bàn
- Sara Zohrabinia
- Yee Yee Oo

4 bàn
- Reem Al-Hashmi
- Ji So-yun
- Lee Geum-min
- Luna Al-Masri
- Sara Castañeda
- Hali Long
- Eva Madarang
- Kim Yun-mi
- Sung Hyang-sim
- Nguyễn Thị Tuyết Dung
- Phạm Hải Yến

3 bàn
- Deena Abdulrahman
- Cho So-hyun
- Yoo Young-a
- Sara Ghomi
- Naw Ar Lo Wer Phaw
- Wai Wai Aung
- Dư Tú Tinh
- Lyudmila Karachik
- Nguyễn Thị Hòa

2 bàn
- Noora Al-Dossary
- Salha Rashid
- Jang Sel-gi
- Fatemeh Ghasemi
- Foroogh Mouri
- Mai Sweilem
- Anicka Castañeda
- Suchawadee Nildhamrong
- Kim Phyong-hwa
- Ri Un-yong
- Wi Jong-sim
- Makhliyo Sarikova
- Michelle Pao
- Nguyễn Thị Liễu
- Nguyễn Thị Nguyệt

1 goal
- Yasmeen Fayez Tobellah
- Nouf Faleh
- Shahad Jaseem
- Houriya Taheri
- Kang Yu-mi
- Kwon Eun-som
- Lee Eun-mi
- Lee Min-a
- Lee So-dam
- Cheung Wai Ki
- Ngangom Bala Devi
- Sasmita Malik
- Nongm Ratanbala Devi
- Shaghayegh Rouzbahan
- Hannah Al-Kousheh
- Abeer Al-Nahar
- Hla Yin Win
- July Kyaw
- Phu Pwint Khaing
- Choe Un-ju
- Ri Hyang-sim
- Ri Kyong-hyang
- Alisha del Campo
- Alesa Dolino
- Mary Duran
- Irish Navaja
- Lim Li Xian
- Jonona Halimova
- Madinai Iskandari
- Natalia Sotnikova
- Kanjana Sungngoen
- Orathai Srimanee
- Rattikan Thongsombut
- Taneekarn Dangda
- Lianna Narbekova
- Dildora Nozimova
- Feruza Turdiboeva
- Umida Zoirova
- Nguyễn Thị Bích Thùy
- Nguyễn Thị Muôn
- Nguyễn Thị Thúy Hằng
- Trần Thị Thùy Trang
- Vũ Thị Nhung

1 bàn phản lưới
- Ho Wan Tung (gặp Triều Tiên)
- Zahraa Ahmed Breesam (gặp Jordan)
- Miral Al-Sarras (gặp Thái Lan)
- Angelyn Pang Yen Ping (gặp Việt Nam)

Nguồn: the-afc.com 